# Domingos Simões Pereira
Domingos Simões Pereira (Farim, Portugees-Guinea, 20 oktober 1963) is een Guinee-Bissaus politicus en ingenieur. Hij was tussen 3 juli 2014 en 20 augustus 2015 premier van zijn land en tussen 2008 en 2012 uitvoerend secretaris van de CPLP. In 2019 was hij kandidaat in de presidentsverkiezingen.
Sinds 2014 is hij voorzitter van de Afrikaanse Partij voor de Onafhankelijkheid van Guinee en Kaapverdië (PAIGC).

## Jeugd en opleiding
Domingos Simões Pereira (DSP is zijn bijnaam) werd geboren in Farim op 20 oktober 1963, is de zoon van een agrariër die gedwongen werd zijn land te verlaten aan het begin van de onafhankelijkheidsoorlog. Zijn vader werd zelfs gearresteerd door de Portugese geheime politie, de PIDE, beschuldigd van samenwerking met de vrijheidsstrijders.
Als kind ging hij met de rest van zijn gezin naar Bissau en kort daarna, in 1969, naar Cacheu, waar hij naar de lagere school ging.
In 1974 was hij een van de eerste studenten aan het lyceum Kwame N'Krumah. In Portugal heeft dan in april 1974 de Anjer revolutie plaatsgevonden. Het onderwijs op het lyceum is dan ontdaan van de koloniale ideologie. Pereira raakte hier in contact met de jongerenafdeling van de PAIGC.
Na de middelbare school werd hij geselecteerd voor een politieke vorming op een avondcursus, terwijl hij overdag wiskunde doceerde aan een technische beroeps opleiding en aan de verpleegkunde opleiding.
In 1982 ontving hij een opleidingsbeurs voor de Sovjet-Unie, waar hij in 1988 afstudeerde in civiele en industriële techniek aan de Nationale Polytechnische Universiteit van Odessa (Sovjet-Unie).
In 1988, na een verblijf van twee maanden in Bissau als ingenieur bij het ministerie van Openbare Werken, werd hij uitvoerend ingenieur bij de Coöperatie Eenheid en Vooruitgang (Portugees: Cooperativa Unidade e Progresso, CUP), een van de grootste bouwbedrijven van die tijd. Hij werd in 1990 plaatsvervangend algemeen directeur van de CUP.
In 1990 kreeg hij een masterbeurs aan de State University of California in Fresno, Verenigde Staten, waar hij in 1994 de masteropleiding voor civiel ingenieur voltooide. In 2016 promoveerde Pereira in politieke wetenschappen en internationale betrekkingen aan de Katholieke Universiteit van Portugal.

## Politieke carrière
In juli 1994 keerde Domingos Pereira terug naar Guinee-Bissau. Hij werd benoemd als directeur Weg- en Landvervoer en Wegen en Bruggen van het ministerie van Openbare Werken.
In 1998 maakte hij deel uit van de staf van de financieel directeur van het Europees Ontwikkelingsfonds en was hij verantwoordelijk voor het infrastructuurdossier. Een jaar later, tot 2004, was hij staflid van de Wereldbank voor het Guinee-Bissause project voor rehabilitatie en ontwikkeling van de particuliere sector.
Van 2004 tot 2005 was Pereira minister van Openbare Werken. Van december 2006 tot 2014 was hij adviseur van de premier van Guinee-Bissau voor infrastructuur namens de Wereldbank. Het Wereldbank project omvatte de heronderhandeling van contracten voor concessies van telecommunicatie, overeenkomsten met Portugal aangaande havens en luchtvaart, Het project assisteerde de regering bij het structureren van regelgeving en bij het verlenen van licenties voor de eerste GSM-licentie in het land.

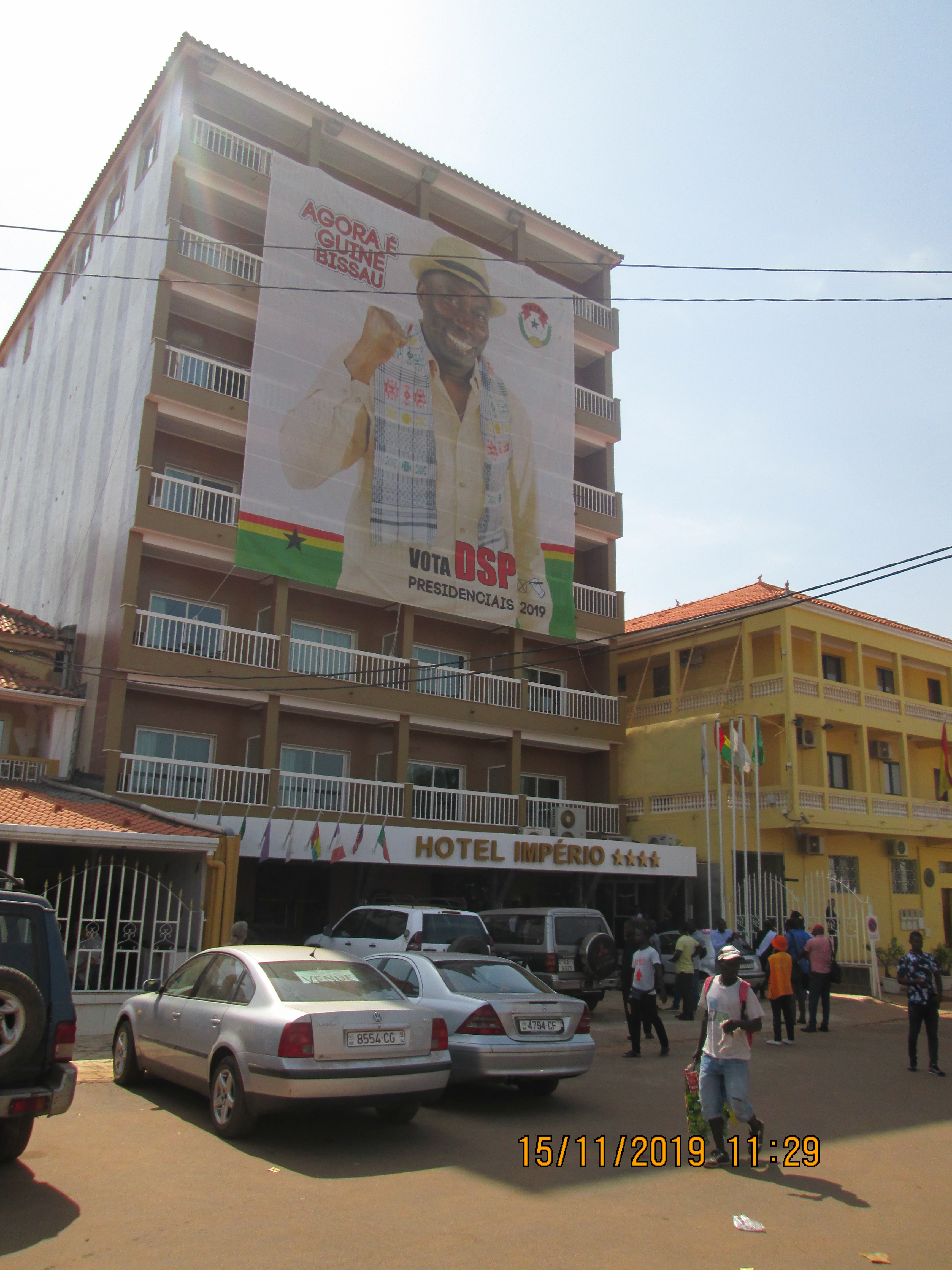
Verkiezingsposter voor DSP, 2019

Van 2008 tot 2012 was Simões Pereira  directeur van de Gemeenschap van Portugeestalige Landen (Portugees: Comunidade dos Países de Língua Portuguesa, CPLP).
Op het 7e PAIGC Congres, dat in juni 2008 in Gabu plaatsvond, werd hij lid van de permanente commissie van het Politiek Bureau van de PAIGC.
Op 12 april 2012 pleegden militairen een staatsgreep en zetten  de premier, Carlos Gomes Júnior, president van de PAIGC, af. In februari 2014, op het 8e PAIGC Congres, in de stad Cacheu, werd hij verkozen tot partijleider. In april 2014 werden parlementsverkiezingen gehouden. De PAIGC won de absolute meerderheid, met 57 van de 102 zetels van de Nationale Volksvergadering. Domingos Pereira formeerde een regering van nationale eenheid onder president José Mario Vaz. Van 3 juli 2014 tot 20 augustus 2015 was hij premier van Guinee-Bissau.
Simões Pereira was kandidaat voor de Guinee-Bissause presidentsverkiezingen van 2019. Hij wint de eerste ronde, vóór Umaro Sissoco Embaló. Deze laatste won uiteindelijk in de tweede ronde. De uitslag van de presidentsverkiezing van de tweede ronde van 2020 wordt nog steeds betwist omdat de Hooggerechtshof van Guinée-Bissau (onder druk van het leger), nooit een definitieve uitslag publiceerde.
Op 12 maart 2021 keerde Domingos Simões Pereira terug naar Guinee-Bissau, na ruim een jaar ballingschap.
In juli 2023 werd hij verkozen tot voorzitter van het Guinee-Bissaus parlement.

### Politieke ontwikkelingen in 2024
De afzetting van Domingos Simões Pereira als voorzitter van de Nationale Volksvergadering van Guinee-Bissau vond plaats op 23 september 2024. In een context van politieke spanningen nam Satu Camará, die vicevoorzitter was, de leiding over en riep zichzelf uit tot voorzitter. Dit gebeurde met de steun van gewapende mannen, wat leidde tot beschuldigingen van een poging tot subversie van de constitutionele orde. Pereira riep het volk op om zich tegen deze actie te verzetten.

## Privé
Domingos Simões Pereira is de zoon van António Simões Pereira en Victoriana Monteiro. Hij is gehuwd met Maria Paula Costa Pereira en heeft drie kinderen, Denisa Nisalda Costa Pereira (1987), Bartold Antonio Costa Pereira (1991) en Domingos Junior Costa Simões Pereira (1997). Hij is de broer van de arts en politicus Camilo Simões Pereira.